# Manuel Lassala i Solera
Manuel Lassala i Solera   (Barcelona, 5 de desembre de 1801 - València, 3 de febrer de 1894) fou un militar i polític català que fou governador civil de Barcelona, entre 1846 i 1853.
Fill de Joan Rafel Lassala i Francisca Solera, s'inclinà per la carrera militar. El 1810 arribà al grau de cadet i el 1824 ingressà a la Guàrdia Reial, de la que en fou nomenat capità el 1834. A la mort de Ferran VII no acceptà la successió d'Isabel II d'Espanya i es posà de part del pretendent Carles Maria Isidre de Borbó. En la primera guerra carlina va participar en el setge de Bilbao i en la batalla de Luchana, assolint el grau de coronel.
Es va acollir al conveni de Bergara de 1839 i passà a l'exèrcit de la reina Isabel II d'Espanya. Fou nomenat governador civil de la província de Barcelona en 1846-1847 i en la guerra dels matiners de 1849 va lluitar contra els carlins al Principat de Catalunya. El 1851 fou ascendit a mariscal de camp, en 1852-1853 fou novament governador civil de Barcelona i el 1857 capità general d'Andalusia, on va reprimir amb duresa un aixecament de caràcter carlí a Sevilla.
El 1867 fou ascendit a tinent general i arribà a conseller d'estat i director general d'administració militar. El 1866 fou nomenat senador, però no arribà a jurar el càrrec. Amb la restauració borbònica acceptà al nou rei Alfons XII i fou nomenat capità general de València el 1875-1876.